# Désiré Durieux
Désiré Durieux (2 de junio de 1932) es un deportista belga que compitió en judo. Ganó una medalla de bronce en el Campeonato Europeo de Judo de 1957 en la categoría de –68 kg.

## Palmarés internacional
| Campeonato Europeo | Campeonato Europeo      | Campeonato Europeo | Campeonato Europeo |
| Año                | Lugar                   | Medalla            | Categoría          |
| ------------------ | ----------------------- | ------------------ | ------------------ |
| 1957               | Róterdam (Países Bajos) | Medalla de bronce  | –68 kg             |